# Zrnovka
Zrnovka (Pupilla) je rod drobných suchozemských plžů (největší rozměr ulity je 4 mm).
V krajině na území České a Slovenské republiky lze vzácně nalézt čtyři zástupce. Na vhodných lučních stanovištích se místy vyskytuje zrnovka mechová (Pupilla muscorum). Stepní a skalnatá stanoviště vyhledávají zrnovka žebernatá (Pupilla sterrii) a zrnovka třízubá (Pupilla triplicata), mokřadní biotopy obývá zrnovka alpská (Pupilla alpicola).